# 가시박
가시박(Sicyos angulatus)은 북아메리카의 미국과 캐나다가 원산지인 박과의 1년생 식물이다. 대한민국 환경부에서는 2009년 6월 1일 가시박을 생태계교란종으로 지정하였다.

## 생태
잎은 오각형이며, 덩굴 줄기는 4 ~ 8미터까지 자라 주변 식물들을 가린다. 호박잎처럼 부드러워서 나물로 해 먹거나 쌈을 싸 먹기도 한다. 흰 꽃은 암꽃과 수꽃이 있으며, 암꽃은 둥근 모양이다. 8월에 꽃이 펴 10월에는 흰 가시로 덮인 열매가 된다. 번식력이 뛰어나 1그루 당 25,000개 이상의 씨가 달린 경우도 있다. 열매는 길이 1센티미터 정도로 길고 뾰족한 가시가 별사탕 모양으로 촘촘히 나 있다. 만지면 아프며, 가시가 작고 단단하며 탄력이 있어서 얇은 옷은 관통하기도 한다. 열매는 쓰고 떫은 맛으로, 식용으로는 적합하지 않다.

## 방제
일본 국토교통성에서는 가시박 구제 안내서를 제공하고 있다. 이에 따른 구제 방법은 다음과 같다.
- 종자가 달리기 전에 뽑는다.
- 가능한 한 작게 자랐을 때에 뽑는다.
- 1년에 수 차례 뽑는다.
- 가시박이 보이지 않을 때까지 수 년간 계속한다.

이렇게 6월부터 9월까지 3회의 구제작업을 수 년간 계속하여야 한다.

## 기타 사진

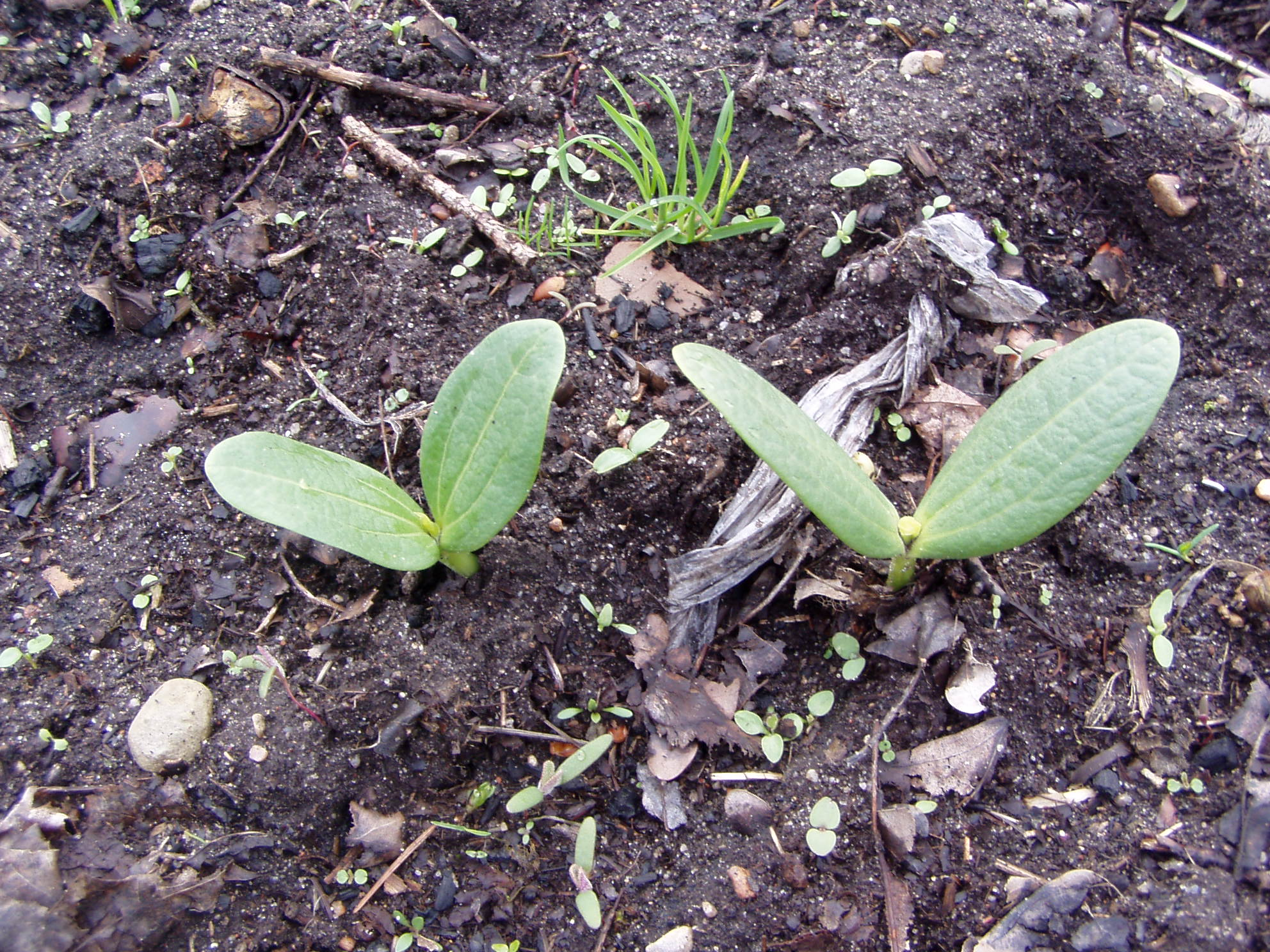
발아한 싹
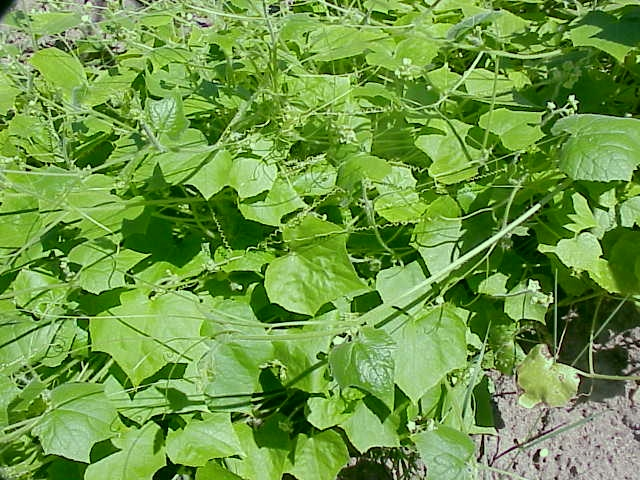
잎과 줄기
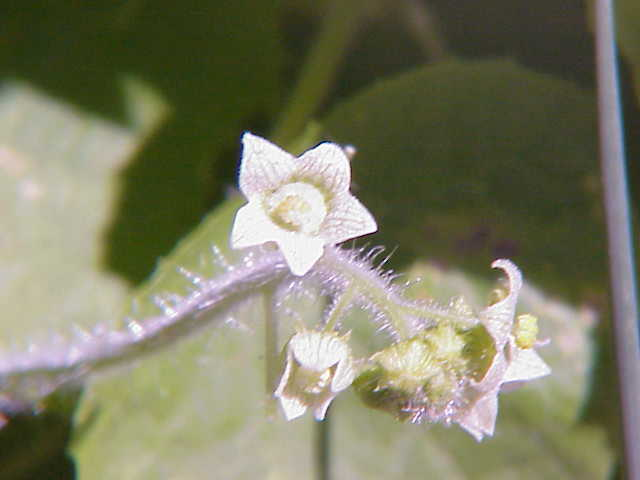
꽃
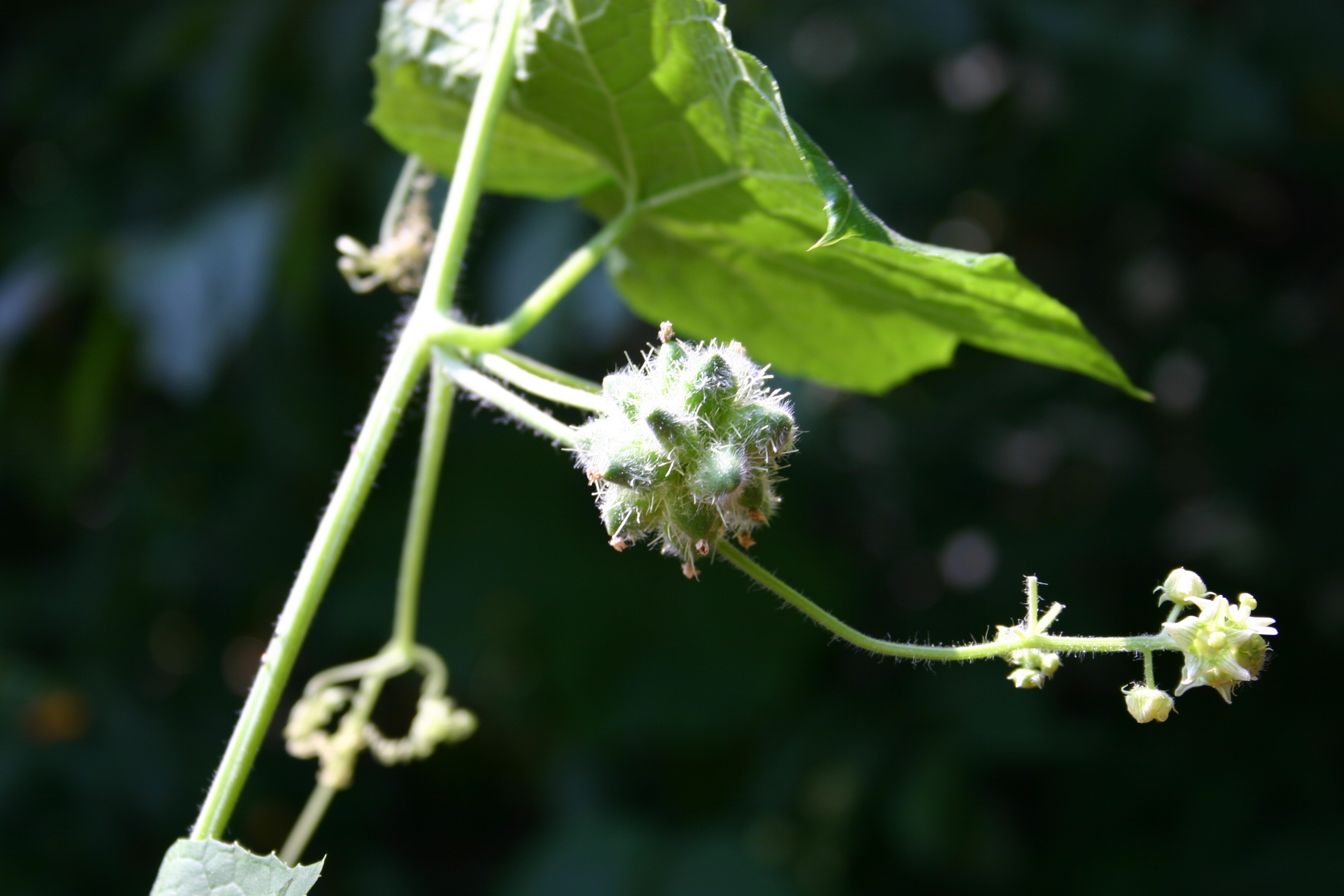
꽃과 열매
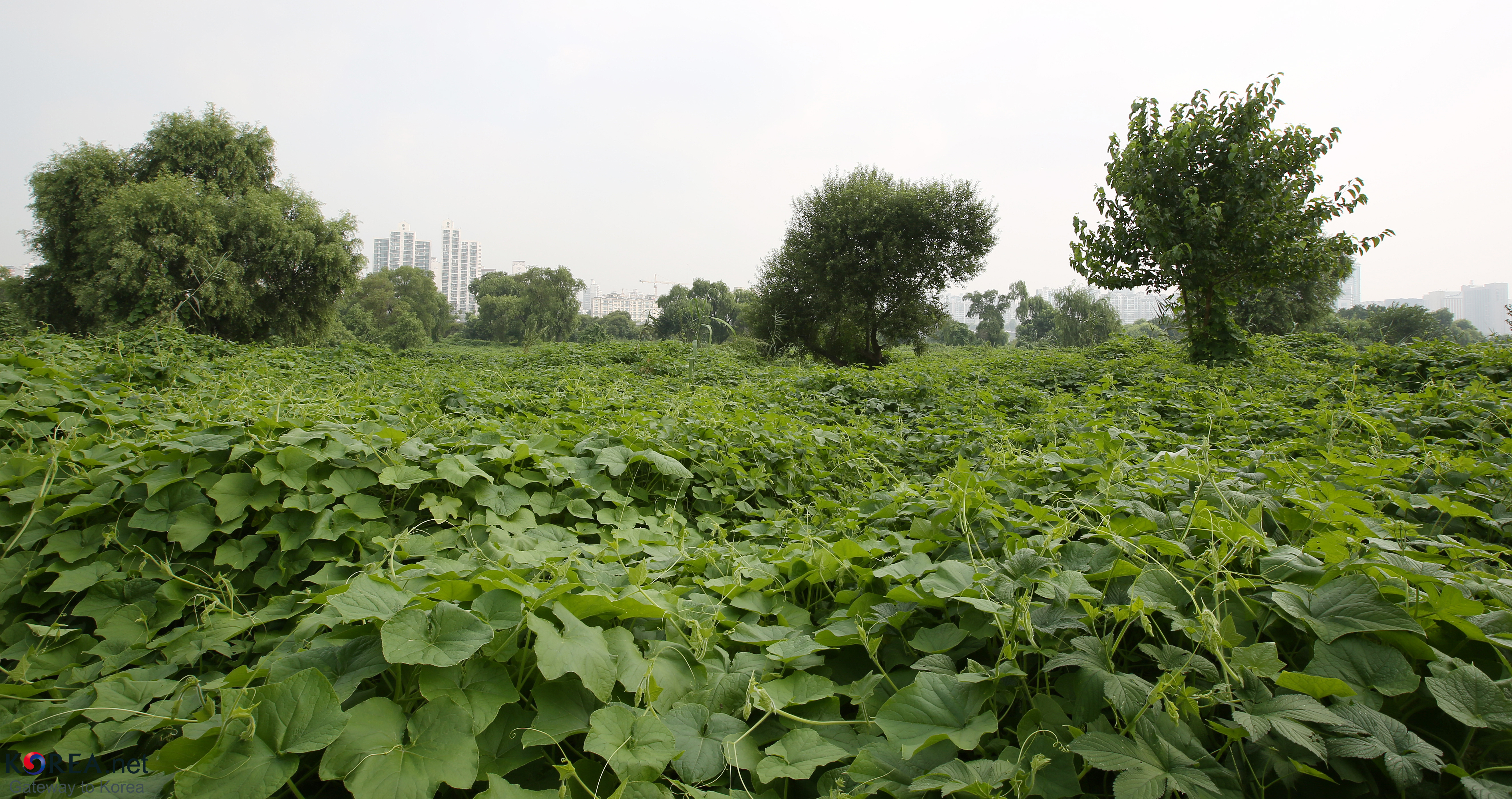
밤섬에서 자라고 있는 가시박